# Барильце амонтильядо
«Барильце амонтильядо» — оповідання Едґара Аллана По, вперше опубліковане у 1846 році.
Сюжет розповідає історію дворянина, котрий здійснив довгоочікувану помсту кривднику так, що її ніхто не зумів розкрити.

## Сюжет
Збіднілий дворянин на ім'я Монтрезор розповідає, як помстився своєму кривднику, заможному та знаменитому дворянину Фортунато. Він згадує численні приниження, яких зазнав від Фортунато, проте не описує їх (що може натякати на божевілля оповідача). Монтрезор обирає часом здійснення помсти міський карнавал, коли кривдник буде напідпитку. Подбавши, аби тоді нікого не було в його маєтку, оповідач вирушає перестріти Фортунато, котрий повертається з карнавалу в костюмі блазня.
Монтрезор каже до Фортунато, що купив барильце рідкісного вина амонтильядо, проте сумнівається, чи його бува не обманули. Фортунато — відомий знавець вин і дуже пишається своєю репутацією в цьому питанні. Оповідач дражнить Фортунато словами, що хоче звернутися до іншого знавця вин, Лючезі, щоб перевірити справжність амонтильядо. Гордовитий Фортунато наполягає, що він справиться з цим краще, тоді як Монтрезор вдає, наче відмовляє його. Зрештою його жертва вирушає з ним до маєтку.
У підвалі маєтку виявляється вогко, до того ж там знаходиться поховання предків, що спричиняє у Фортунато кашель, але Монтрезор притуплює його відчуття, давши випити вина. Фортунато випиває «за мерців, які спочивають у цьому підземеллі». Потім він запитує що означає герб роду Монтрезора — ступня на синьому тлі, що наступає на змію, котра кусає ступню за п'яту. Той пояснює девізом роду — «Nemo me impune lacessit» (Ніхто не образить мене безкарно). Також Фортунато цікавиться, чи не належить той до масонської ложі, на що той відповідає ствердно. Фортунато спершу не вірить, та Монтрезор на доказ своїх слів показує залишену в підземеллі символічну кельму (лопатку для штукатурки). Фортунато не помічає небезпеки,  іде далі й через сп'яніння не помічає тривожних натяків на свою майбутню долю.
Монтрезор приводить Фортунато до ніші в стіні, де начебто стоїть барильце амонтильядо. Коли Фортунато ступає в нішу, Монтрезор обмотує його ланцюгом, прикутим до стіни, та замуровує нішу. Фортунато не може до нього дотягнутися, він кричить, лається, благає випустити, а Монтрезор перекрикує його. Фортунато хапається за надію, що це був розіграш, однак Монтрезор не зжалюється. Він вкидає до ніші смолоскип і кладе останню цеглину. Він погано почувається, але списує це на вогкість підземелля. Потім він тинькує стіну та загороджує її кістками, приховавши всі сліди вбивства.
Закінчується оповідь словами Монтрезора, що вже 50 років як ніхто не торкався того місця. In pace requiescat!